# Nové Dvory (České Budějovice)
Nové Dvory (nazýván také Nový Dvůr) je místní část města České Budějovice v katastru vesnice Haklovy Dvory.

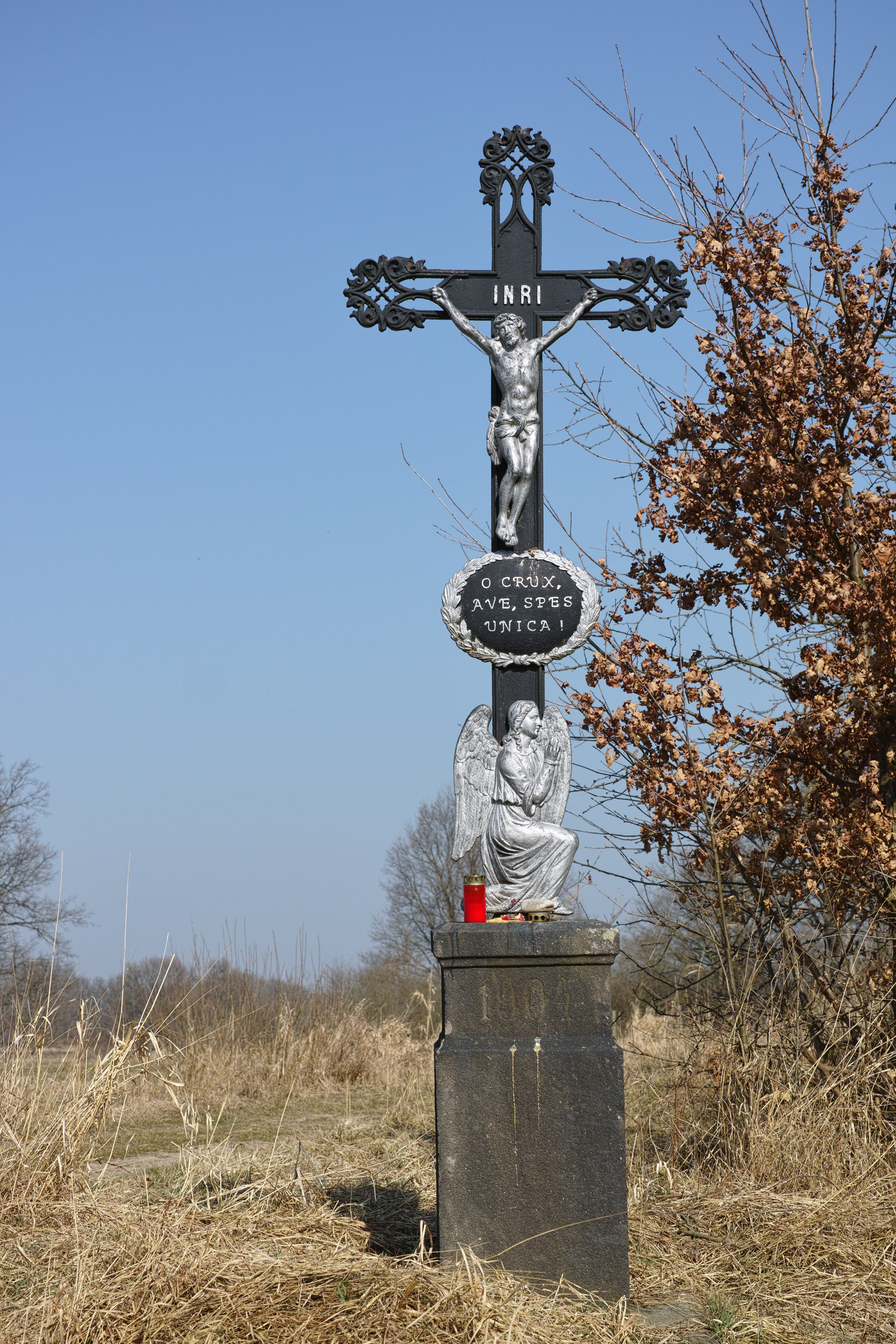
Křížek u Dubenského potoka

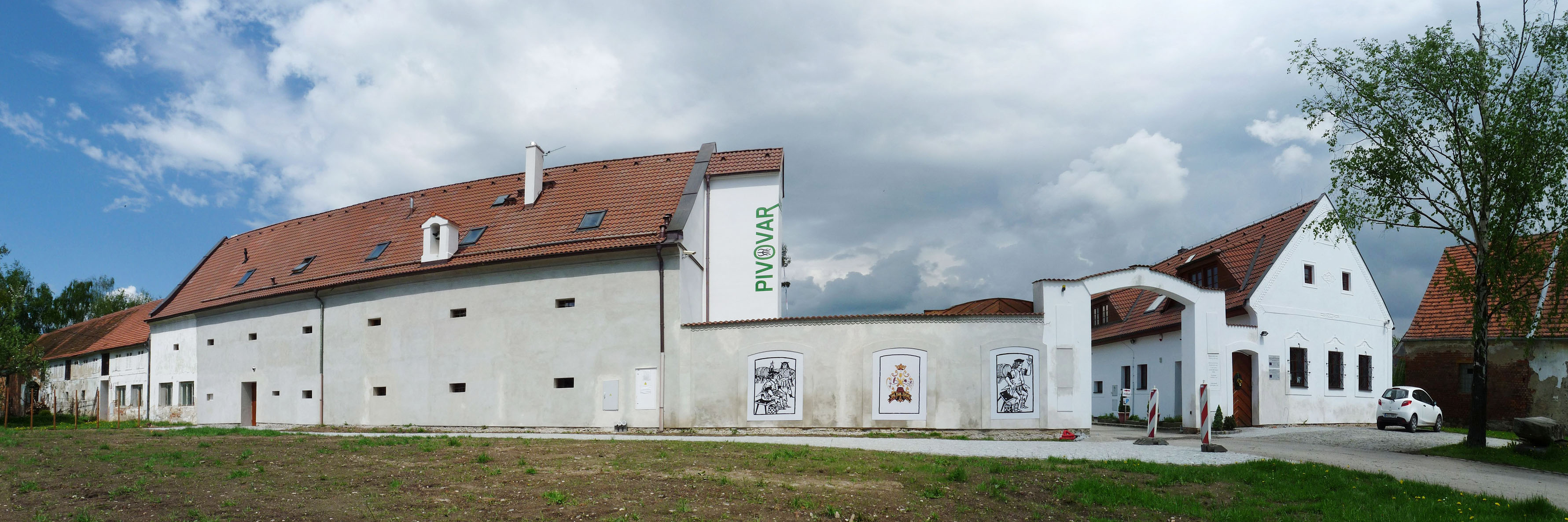
Budovy pivovaru Kněžínek

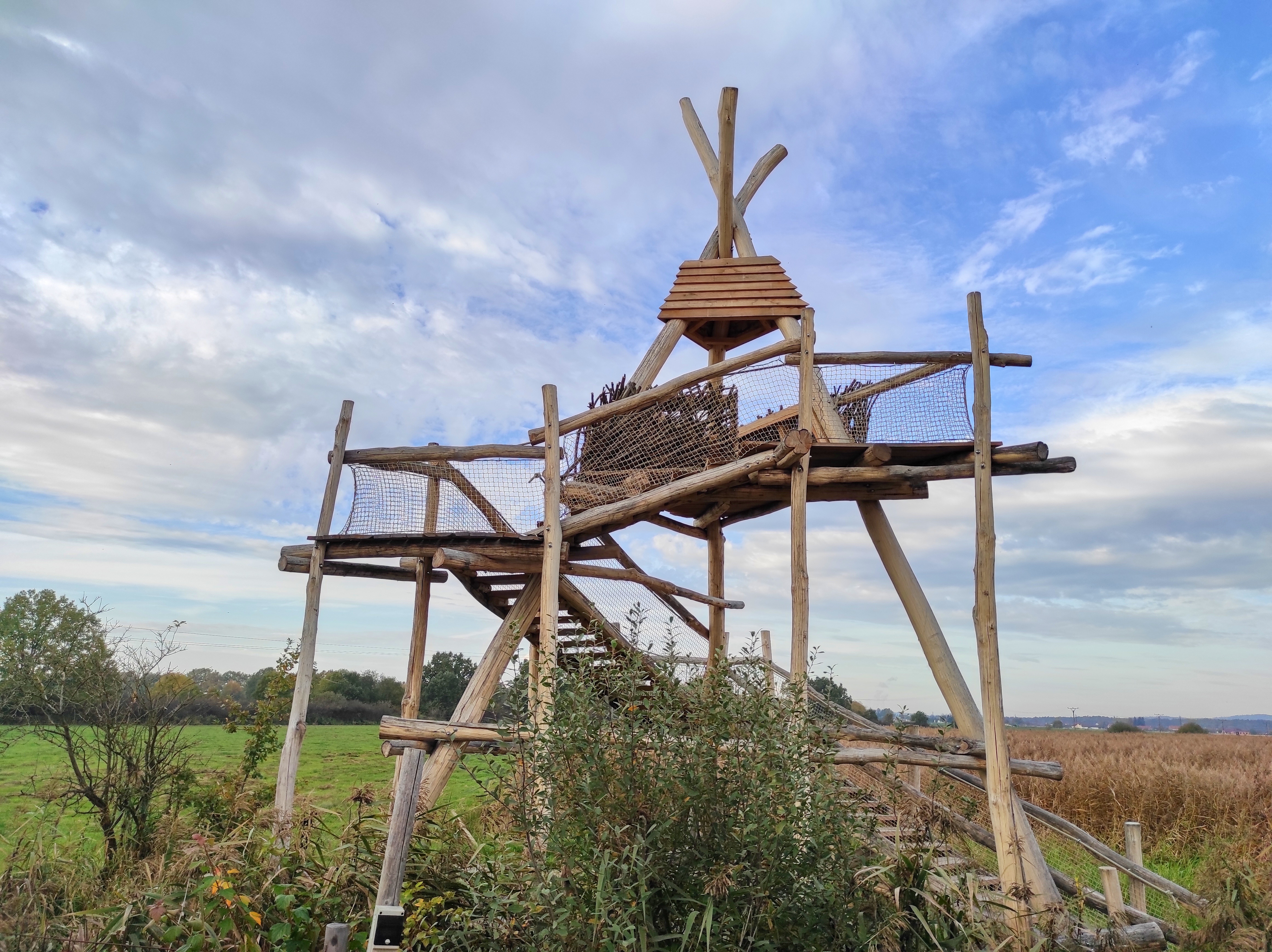
Ptačí pozorovatelna u Starého Houženského rybníka

## Historie
Osada leží na místě bývalého Nového dvora v katastru Haklových Dvorů zhruba v místech, kde bývala dnes již neexistující vesnice Houžná. Ta zanikla při výstavbě Starého houženského a Starohaklovského rybníka, a na zbylých pozemcích byl v letech 1710-23 postaven zmíněný Nový dvůr. Rozdělením tohoto rozlehlého dvora na obytné jednotky později vznikl Nový Dvůr, dnes běžně nazývaný Nové Dvory.

## Památky a zajímavosti
- Mezi oběma rybníky roste v blízkosti osady památný dub, dle AOPK č. 103178.[4]
- Severozápadně od Nových Dvorů stojí při polní cestě a Dubenském potoku křížek s datací 1904.
- Ve stavení čp. 2235 má sídlo pivovar Kněžínek, jenž se v roce 2012 stal prvním malým pivovarem v Českých Budějovicích.[5]
- V říjnu 2022 byla v ptačí oblasti Českobudějovické rybníky u rybníka Starý Houženský otevřena dřevěná ptačí pozorovatelna o výšce 9 m.[6][7]